# Varanus rudicollis
Varanus rudicollis este o specie de reptile din genul Varanus, familia Varanidae, descrisă de Gray 1845. Conform Catalogue of Life specia Varanus rudicollis nu are subspecii cunoscute.